# Gerardo III de Métis
Gerardo III de Métis foi um nobre francês dos séculos X e XI. Era filho de Ricardo com a filha de nome incerto do marquês Varnacário.  Se casou em data incerta com Eva, filha do conde Sigifredo (r. 963–998), com quem gerou uma filha de nome incerto que casar-se-ia com Reginardo, Sigifredo e Ermengarda, a esposa de Armando. Com a morte de Ricardo em 986, o sucedeu como conde. Em carta datada de 1015, o imperador Henrique II (r. 1014–1024) confirmou propriedades do Convento de São Vitono em Verdum e dentre elas havia uma doação do conde. Em 27 de agosto de 1017, seu filho foi capturado pelo duque Godofredo II (r. 1012–1023) quando se encontrou com o duque devido a uma disputa judicial. Em 1020, doou posse ao Mosteiro de Frutuária pela alma de Sigifredo, seu filho. Faleceu em 1022 e foi sucedido por seu irmão Adalberto II.